# 215 км (зупинний пункт)
215 кіломе́тр — пасажирський залізничний зупинний пункт Херсонської дирекції Одеської залізниці на лінії Долинська — Миколаїв.
Розташований на півночі селища Горохівка Вітовського району Миколаївської області між станціями Грейгове (15 км) та Горохівка (3 км).
Станом на кінець квітня 2017 р. на платформі не зупиняються приміські поїзди.